# Weißeritztäler
Weißeritztäler este o arie protejată (arie de protecție specială avifaunistică — SPA) din Germania întinsă pe o suprafață de 3.302 ha, integral pe uscat.

## Localizare
Centrul sitului Weißeritztäler este situat la coordonatele 50°57′31″N 13°37′53″E / 50.9586°N 13.6314°E.

## Înființare
Situl Weißeritztäler a fost declarat arie de protecție specială avifaunistică în noiembrie 2006 pentru a proteja 18 specii de animale.

## Biodiversitate
Situată în ecoregiunea continentală, aria protejată nu include niciun habitat protejat.
La baza desemnării sitului se află mai multe specii protejate de  păsări (18): minunița (Aegolius funereus), pescăruș albastru (Alcedo atthis), Anas platyrhynchos platyrhynchos, Ardea cinerea cinerea, buha (Bubo bubo), barză neagră (Ciconia nigra), cristeiul de câmp (Crex crex), ciocănitoare neagră (Dryocopus martius), egretă albă (Egretta alba), muscar (Ficedula parva), ciuvică (Glaucidium passerinum), sfrâncioc roșiatic (Lanius collurio), Mergus merganser merganser, gaia roșie (Milvus milvus), viespar (Pernis apivorus), cormoran mare (Phalacrocorax carbo carbo), ciocănitoare verzuie (Picus canus), mărăcinar (Saxicola rubetra).